# Kim Kwang-hyun
Dans ce nom coréen, le nom de famille, Kim, précède le nom personnel.
Kim Kwang-hyun (né le 22 juillet 1988 à Séoul en Corée du Sud) est un joueur coréen de baseball qui joue avec les Cardinals de Saint-Louis de la Ligue majeure de baseball.
Il a obtenu la médaille d'or lors des Jeux olympiques 2008 à Pékin.

## Biographie

### Corée du Sud
Kim Kwang-hyun joue avec les SK Wyverns d'Incheon dans la ligue sud-coréenne de baseball de 2007 à 2016, puis en 2018 et 2019.
En 298 matchs joués, dont 276 comme lanceur partant, il présente une moyenne de points mérités de 3,27 avec 136 victoires, 77 défaites et 1 456 retraits sur des prises en 1 673 manches et deux tiers lancées.

### Amérique du Nord
Kim Kwang-hyun rejoint les Cardinals de Saint-Louis de la Ligue majeure de baseball, avec qui il dispute son premier match le 24 juillet 2020.